# Камбиев, Хамшик Матгериевич
Хамшик Матгериевич Камбиев (1896, селение Кармово, Терская область, Российская империя — 1937) — советский партийный и государственный деятель, председатель Черкесского облисполкома (?—1937).

## Биография
Член РКП(б) с 1919 года. Участник Гражданской войны.
В 1926 году стал заведующим Карачаево-Черкесским областным отделом народного образования. В середине 1930-х назначен председателем исполнительного комитета областного совета Черкесской автономной области. Был членом ВЦИКа.
В 1937 году был арестован по обвинению в том, что установил тесную связь с остатками разгромленной в 1935 году повстанческой организацией Психомахова и стал вести активную контрреволюционную работу. В том же году был осуждён и расстрелян.